# Twierdzenie Binga
Twierdzenie Binga – twierdzenie udowodnione przez R.H. Binga, będące wzmocnieniem twierdzenia Nagaty-Smirnowa (skąd nazywane czasem twierdzeniem Nagaty-Binga-Smirnowa) mówiące, że 
- Przestrzeń Hausdorffa jest metryzowalna wtedy i tylko wtedy, gdy jest regularna i ma bazę σ-dyskretną.

Jednym z wniosków z twierdzenia Binga jest tzw. kryterium Binga mówiące, że
- Przestrzeń Hausdorffa jest metryzowalna wtedy i tylko wtedy, gdy jest kolektywnie normalna i ma punktowo miałki ciąg pokryć.